# Hugo Arrondo
Hugo Ricardo Arrondo (Olavarría, Buenos Aires, Argentina, 1956-ibídem, 14 de julio de 2011) fue un actor argentino.

## Carrera
Arrondo fue un actor exclusivamente televisivo y teatral. A lo largo de su carrera hizo numerosos papeles secundarios, siendo la más popular la que realizó para Pol-Ka de Adrián Suar, en la tira Los Únicos. También participó en un reality vasco de aventura llamado El conquistador del fin del mundo, en 2005 como concursante y en 2006 como capitán del Purgatorio, lugar donde enviaban a los participantes que perdían a la espera de una nueva posibilidad de volver al concurso.

## Televisión
- 2005: El conquistador del fin del mundo I, como concursante.
- 2006: El conquistador del fin del mundo II, como capitán del Purgatorio.
- 2006: Mi querido Klikowsky.[1]
- 2006: Mujeres asesinas: en los episodios Elvira, madre abnegada, protagonizado por Cristina Banegas y Norman Briski; y Olga, encargada, protagonizado por Andrea Pietra y Gabriel Goity.
- 2011: Los Únicos, como uno de los secuaces de Materazzi (Miguel Ángel Rodríguez).[2]

## Fallecimiento
Hugo Arrondo falleció el 14 de julio de 2011 debido a un Infarto agudo de miocardio a la edad de 55 años.
Se lo recordó en 2012 en la 41.ª entrega de los Premios Martín Fierro en el homenaje a los fallecidos.